# ماريانا ماثيوز
ماريانا ماثيوز (بالإسبانية: Mariana Matthews)‏ هي مصورة تشيلية، ولدت في 1946 في سانتياغو في تشيلي.